# Patricia Clough
Patricia Clough (* 1938 in England) hat lange als Journalistin und Auslandskorrespondentin für britische Zeitungen gearbeitet. In Deutschland ist sie darüber hinaus auch als Buchautorin bekannt.

## Werk/Wirken
Patricia Margaret Clough kam in Bury zur Welt, das heute zu Greater Manchester gehört, studierte Deutsch und Französisch an der Bristol University und war, nach Stationen bei den Bolton Evening News und der Reuters News Agency, als Reuters-Korrespondentin in Genf, Bonn und Rom tätig. In Rom arbeitete sie eine Zeitlang als freie Journalistin, bevor sie als Korrespondentin für die Times nach Bonn ging. Dort berichtete sie über den Deutschen Herbst – die Geiselnahmen, Morde, Flugzeugentführungen und mutmaßlichen Selbstmorde der RAF-Terroristen – und den NATO-Doppelbeschluss.
Mit der Übernahme der Times durch Rupert Murdoch ging sie als Leitartiklerin und Spezialistin für die EU zurück nach London. 1986 wechselte sie, mit vielen Kollegen von der Times, zum neu gegründeten Independent. Für den Independent ging sie nach Bonn und berichtete vor Ort von den Ereignissen in Ostdeutschland und Ungarn, die zum Fall der Berliner Mauer führten, und später aus Warschau über die Entwicklungen in osteuropäischen Ländern vom Kommunismus hin zur Demokratie. Wieder in Rom begleitete sie den Niedergang der christlich-demokratisch geführten Nachkriegsregierung und die damit im Zusammenhang stehenden Korruptionsskandale und den Aufstieg des kontroversen populistischen Medienmoguls Silvio Berlusconi. Zurück in einem sich rapide wandelnden Berlin schrieb sie für die Sunday Times über die Zeit, in der zwei Deutschlands wieder zu einem zusammenwuchsen.
Seit 1999 lebt sie in dem kleinen Städtchen Trevi im italienischen Umbrien. Hier hat sie den Großteil ihrer zeitgeschichtlichen Sachbücher verfasst. Sie sind auf Deutsch erschienen, zwei von ihnen und ein Kindle e-Book außerdem auf Englisch.
Ihr erster Roman, Eine ehrenwerte Frau, basiert auf der Geschichte ihrer Großmutter, deren von Skandalen und Tabubrüchen geprägtes Leben in der Tätigkeit als Spionin für die Deutschen im Ersten Weltkrieg in Großbritannien gipfelte. Er ist 2023 bei Suhrkamp/Insel erschienen.

## Werke/Schriften (Auswahl)
- Eine ehrenwerte Frau. Suhrkamp, Berlin 2023, ISBN 978-3-458-68270-7.
- Cafe Tangier. Kindle Single, 2018.
- Mein Germany. dtv, München 2014, ISBN 978-3-423-26006-0.
- Vom Vergnügen, eine ältere Frau zu sein. btb, München 2014, ISBN 978-3-442-74792-4.
- English Cooking – Tradition wird Trend. dtv, München 2013, ISBN 978-3-423-28016-7.
- Emin Pascha, Herr von Äquatoria. DVA, München 2010, ISBN 978-3-421-04376-4.
- Aachen Berlin Königsberg, Eine Zeitreise entlang der alten Reichsstrasse 1. DVA, München 2007, ISBN 978-3-421-04210-1.
- Gebrauchsanweisung für Umbrien, Piper, München 2007, ISBN 978-3-492-27547-7 (in English Umbria (2016)).
- In langer Reihe über das Haff- die Flucht der Trakehner aus Ostpreussen. DVA, München 2006, ISBN 978-3-421-05129-5 (In English Flight across the Ice (2010)).
- Hannelore Kohl – Zwei Leben, DVA, München 2002, ISBN 978-3-421-05615-3.
- English Cooking – ein schlechter Ruf wird widerlegt, dtv, München 2001, ISBN 978-3-423-36218-4.
- Helmut Kohl – Ein Porträt der Macht, dtv, München 1998, ISBN 978-3-423-24122-9.